# Gaussia (Gattung)
Gaussia ist eine Pflanzengattung innerhalb der Familie der Palmengewächse (Arecaceae). Die etwa fünf Arten kommen in Zentralamerika und auf karibischen Inseln vor.

## Beschreibung

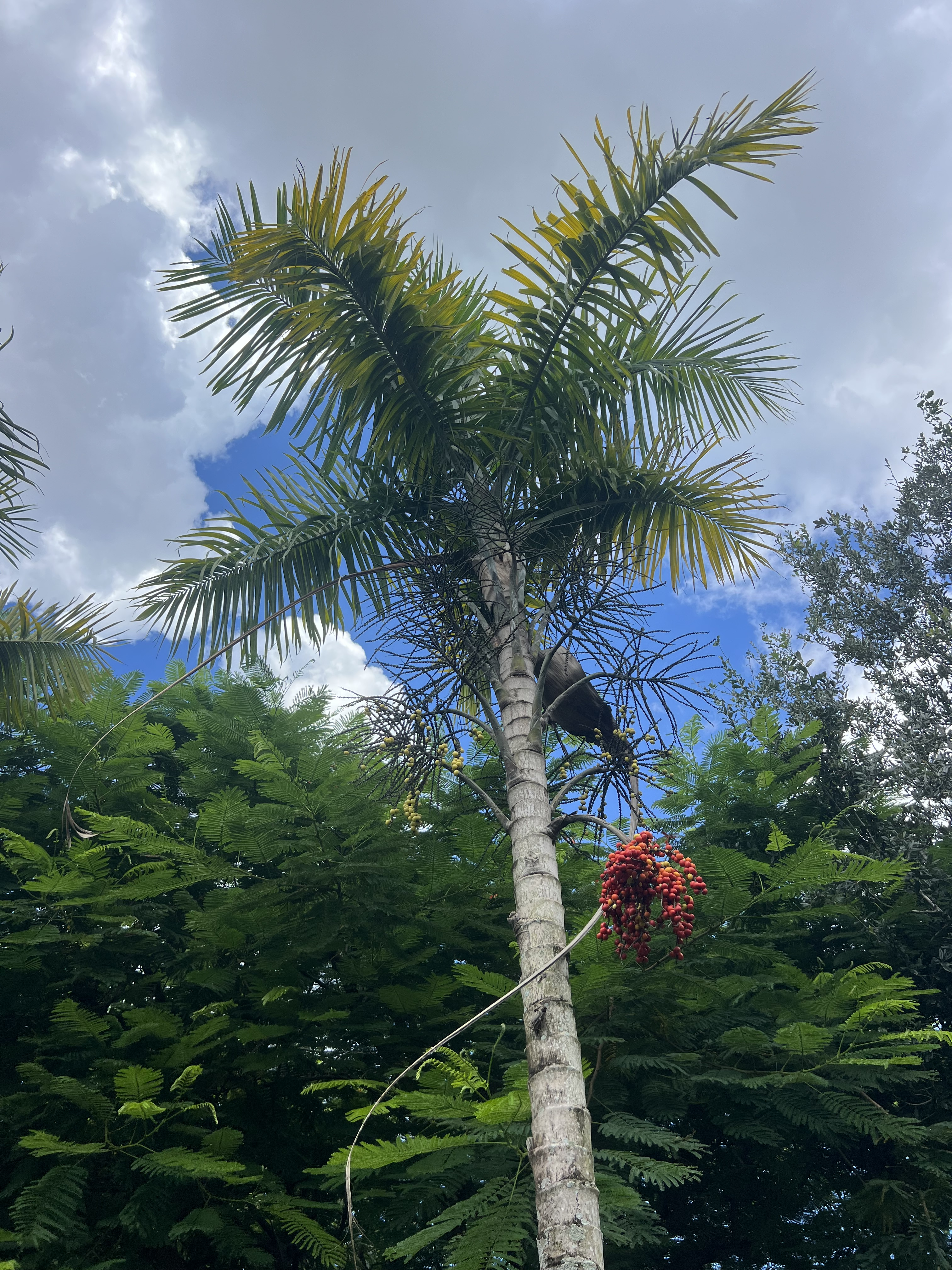
Habitus mit Fruchtstand von Gaussia maya

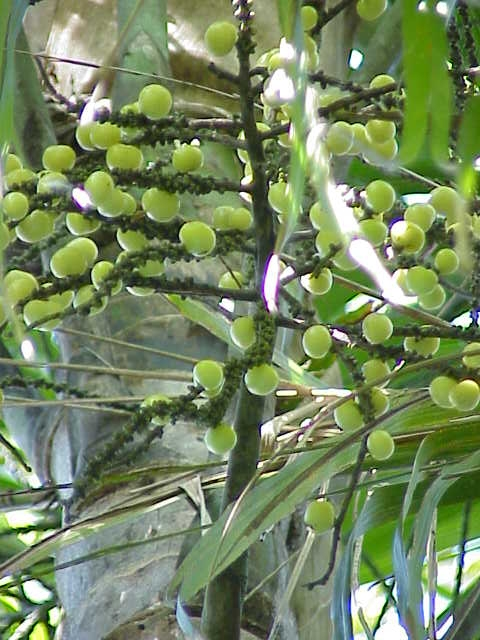
Teil eines Fruchtstandes von Gaussia maya

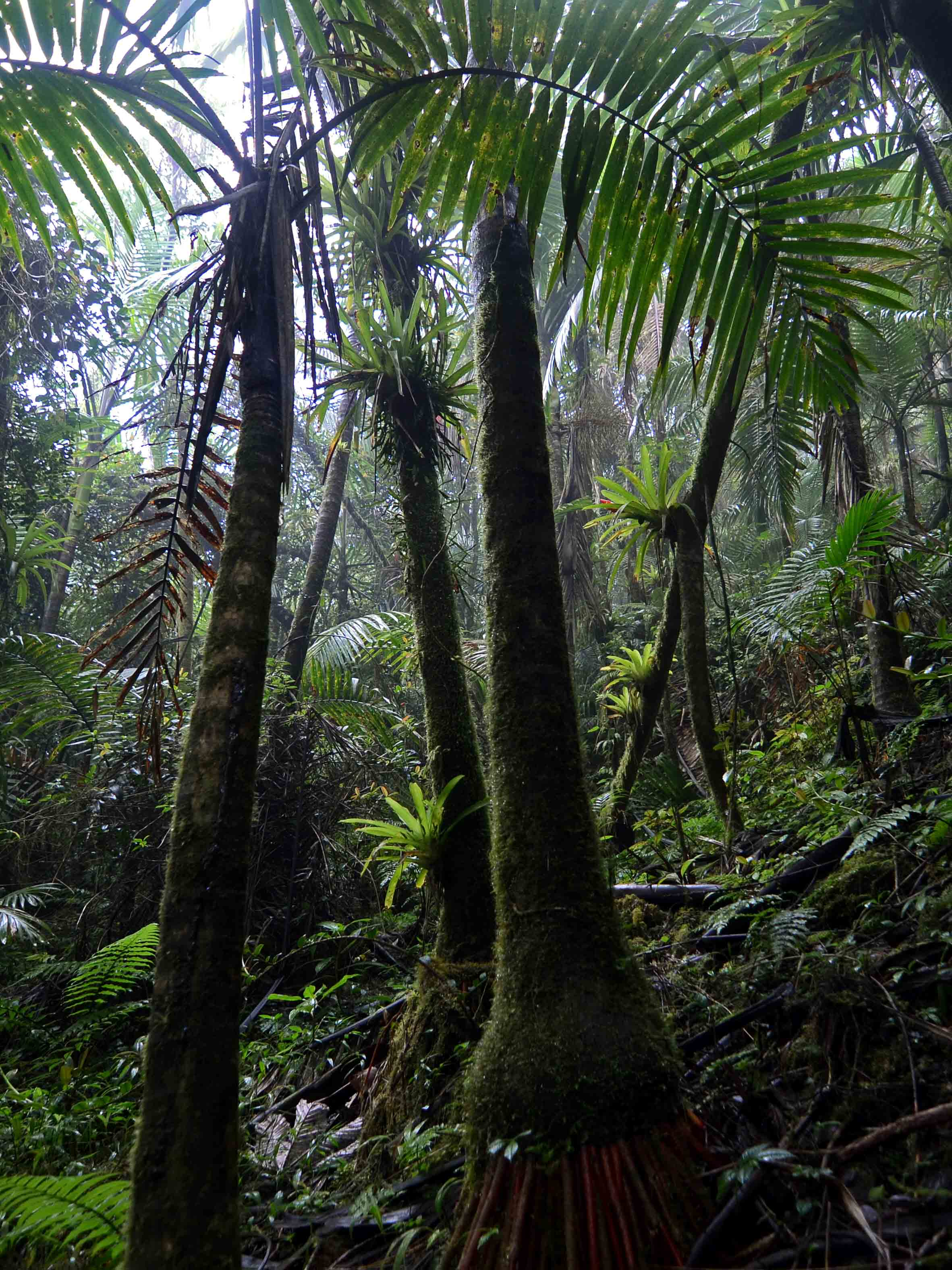
Gaussia attenuata

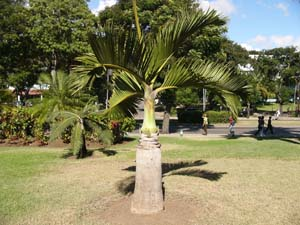
Gaussia princeps

### Erscheinungsbild
Gaussia-Arten sind einzelstämmige, mittelgroße bis große, unbewehrte Palmen mit gefiederten Blättern. Der Stamm braun oder grau bis weißlich, gerade oder manchmal an der Basis oder in der Mitte angeschwollen. Die Blattnarben sind deutlich und breit, oder unauffällig. Die Wurzeln tragen kleine stachlige Seitenwurzeln, die an der Basis des Stammes eine auffällige Struktur bilden.

### Blätter
Die Blätter sind gefiedert. Die Blattscheiden sind an der Basis weit und verschmälern sich distal zum Blattstiel. Zur Reife reißen sie gegenüber dem Blattstiel auf. Die Blattscheiden bilden keinen deutlichen Kronenschaft. Der Stiel ist kurz und an der Oberseite nur leicht und schmal gefurcht. Die Rhachis ist an der Oberseite deutlich kantig und an der Unterseite abgerundet. Die Fiederblättchen sind zugespitzt und einfach gefaltet. An der Ansatzstelle sind sie breit reduplicat. Sie sind leicht mit Wachs bedeckt. Die Mittelrippe steht deutlich hervor mit zwei oder mehr auffälligen Paaren von Seitennerven.

### Blütenstände
Gaussia-Arten sind einhäusig getrenntgeschlechtig (monözisch) und blühen mehrmals. Es werden häufig mehrere Blütenstände gleichzeitig an einem Stamm gebildet. Die Blütenstände stehen zwischen den Blättern (interfoliar) und bleiben nicht lange erhalten. Die Blütenstände fallen gleichzeitig mit oder kurz nach den sie tragenden Blättern ab. Ein Blütenstand ist zwei- bis dreifach verzweigt. Der Blütenstandsschaft ist lange und aufsteigend. Das Vorblatt ist sehr kurz, röhrig, flach und annähernd zweikielig. Es ist zugespitzt und am Ende offen. Es gibt vier bis sieben Hochblätter am Blütenstandsschaft, jedes ist jeweils länger als das vorhergehende. Sie sind röhrig, das letzte erreicht und überragt die Basis der ersten blütentragenden Seitenzweige. Die Blütenstandsachse ist etwa gleich lang wie der Blütenstandsschaft. Die Seitenachsen erster Ordnung sind zahlreich, stehen gedrängt und sind spiralig angeordnet. Die blütentragenden Achsen (Rachillae) sind kahl, schlank und tragen keine Hochblätter. An ihnen stehen spiralig Reihen von Blüten (Wickel). Diese Wickel bestehen aus einer proximalen weiblichen Blüte und drei bis sieben (selten nur zwei) distalen männlichen Blüten. Die distale Blüte öffnet sich zuerst, die weibliche meist er dann, wenn alle männlichen bereits abgeblüht sind. Alle Blüten werden abgeworfen, sofern sie nicht befruchtet werden.

### Blüten
Die eingeschlechtigen Blüten sind dreizählig, klein, im Knospenstadium grün und während der Anthese gelb bis gelb-grün.
Die männlichen Blüten sind im Knospenstadium eiförmig bis ellipsoid. Die drei Kelchblätter sind rundlich und an der Basis imbricat. Die drei Kronblätter sind valvat, fleischig oder dünn, und im entwickelten Zustand nicht deutlich genervt. Im Knospenstadium sind sie (wenn trocken) deutlich genervt. Die sechs Staubblätter haben sehr kurze oder auch deutlich entwickelte Filamente, die in der Knospe nicht nach innen eingebogen sind. Die Antheren sind dorsifix, tief pfeilförmig oder an der Basis zweilappig und oben leicht zweilappig. Das Stempelrudiment ist kantig-säulenförmig und in der Knospe so lang wie die Staubblätter. Der Pollen ist ellipsoidisch und leicht asymmetrisch. Die Keimöffnung ist ein distaler Sulcus.
Die weiblichen Blüten sind eiförmig. Die drei Kelchblätter sind frei, rundlich und an der Basis imbricat. Die drei Kronblätter sind an der Basis schmal imbricat und oben subvalvat bis valvat. Die Spitzen ragen zur Blüte auseinander. Es gibt sechs kleine, zahnartige Staminodien. Das Gynoeceum ist kantig-eiförmig und trägt drei zurückgekrümmte Narben. Es besteht aus drei Fruchtfächern mit je einer Samenanlage. Die Samenanlagen sitzen seitlich und sind campylotrop.

### Früchte und Samen
Die Früchte sind ellipsoidisch, kugelig oder nierenförmig, und von roter oder tief oranger Farbe. Sie sind fleischig und tragen basal Narbenreste. Es Exokarp ist glatt, das Mesokarp besitzt zum Endokarp hin keine anastomosierenden Fasern. Der Samen ist ellipsoidisch bis nierenförmig oder fast kugelig. Er ist nicht mit dem Endokarp verbunden und besitzt ein gestieltes oder undeutliches, rundes basales Hilum. Die Raphe ist unauffällig, es gibt wenige, kaum verzweigte Raphenäste. Diese steigen asaxial auf, biegen seitlich um und steigen abaxial zum Embryo hin ab. Das Endosperm ist homogen, der Embryo sitzt seitlich.

### Chromosomensätze
Die Chromosomenzahl beträgt 2n = 28.

## Standorte
Sie wächst meist im tropischen Karst (mogotes). Die Palmenesemplare können aus Spalten in steilen Felsen wachsen, an steilen Böschungen oder auf niedrigen Hügeln. Häufig wachsen sie auf den Pyramiden in Guatemala. Seltener sind sie in Hochwäldern über Kalkstein zu finden.

## Systematik und Verbreitung
Die Gattung Gaussia wurde 1865 durch Hermann Wendland in Nachrichten von der Königlichen Gesellschaft der Wissenschaften und von der Georg-Augusts-Universität, Göttingen, Jahrgang 1865, Seite 327 aufgestellt. Der Gattungsname Gaussia ehrt den deutschen Mathematiker Carl Friedrich Gauß (1777–1855). Synonyme für Gaussia H.Wendl. sind: Aeria O.F.Cook, Opsiandra O.F.Cook.
Die Gattung Gaussia gehört zur Tribus Chamaedoreeae in der Unterfamilie Arecoideae innerhalb der Familie Arecaceae. Die Verwandtschaftsbeziehungen von Gaussia innerhalb dieser Tribus sind 2008 nicht geklärt. Die Gattung Gaussia ist monophyletisch.
Gaussia ist auf Zentralamerika und karibische Inseln beschränkt. Sie kommt in Mexiko, Guatemala, Belize, Kuba, auf Hispaniola und Puerto Rico vor.
Es gibt etwa fünf Arten:
- Gaussia attenuata (O.F.Cook) Becc.: Sie kommt nur in der Dominikanischen Republik sowie in Puerto Rico vor.[2]
- Gaussia gomez-pompae (H.J.Quero) H.J.Quero: Sie kommt in den mexikanischen Bundesstaaten Oaxaca, Chiapas sowie Veracruz vor.[2]
- Gaussia maya (O.F.Cook) H.J.Quero & Read: Sie kommt vom südöstlichen Mexiko über Belize bis Guatemala vor.[2]
- Gaussia princeps H.Wendl.: Dieser Endemit kommt nur im westlichen Kuba vor.[2]
- Gaussia spirituana Moya & Leiva: Dieser Endemit kommt nur in der Sierra de Jatibonico im östlichen zentralen Kuba vor.[2]